# Dorothea Chabert

Bügelkanne, Steinzeug

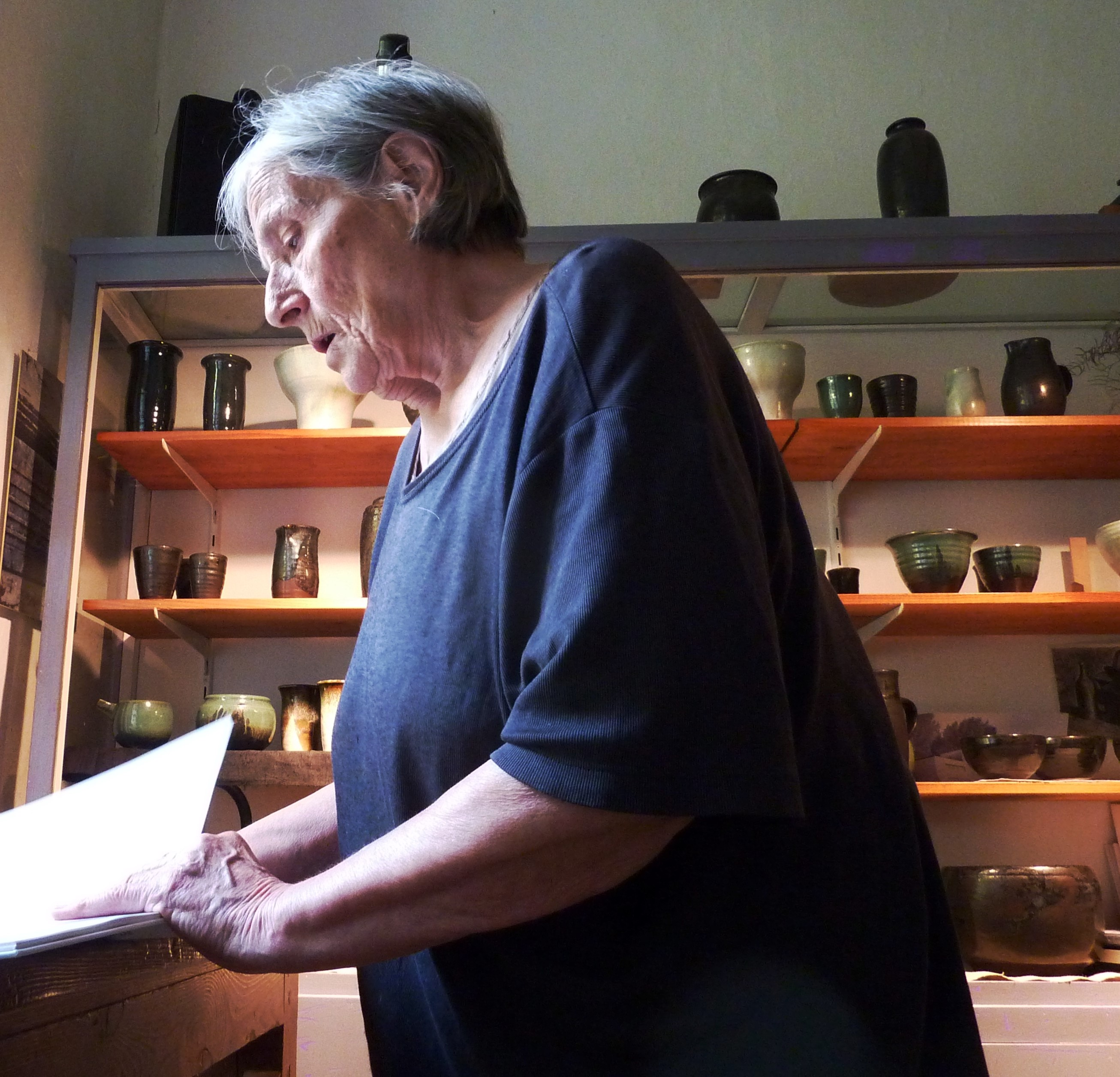
Dorothea Chabert in ihrem Atelier auf Schloss Wolfsburg

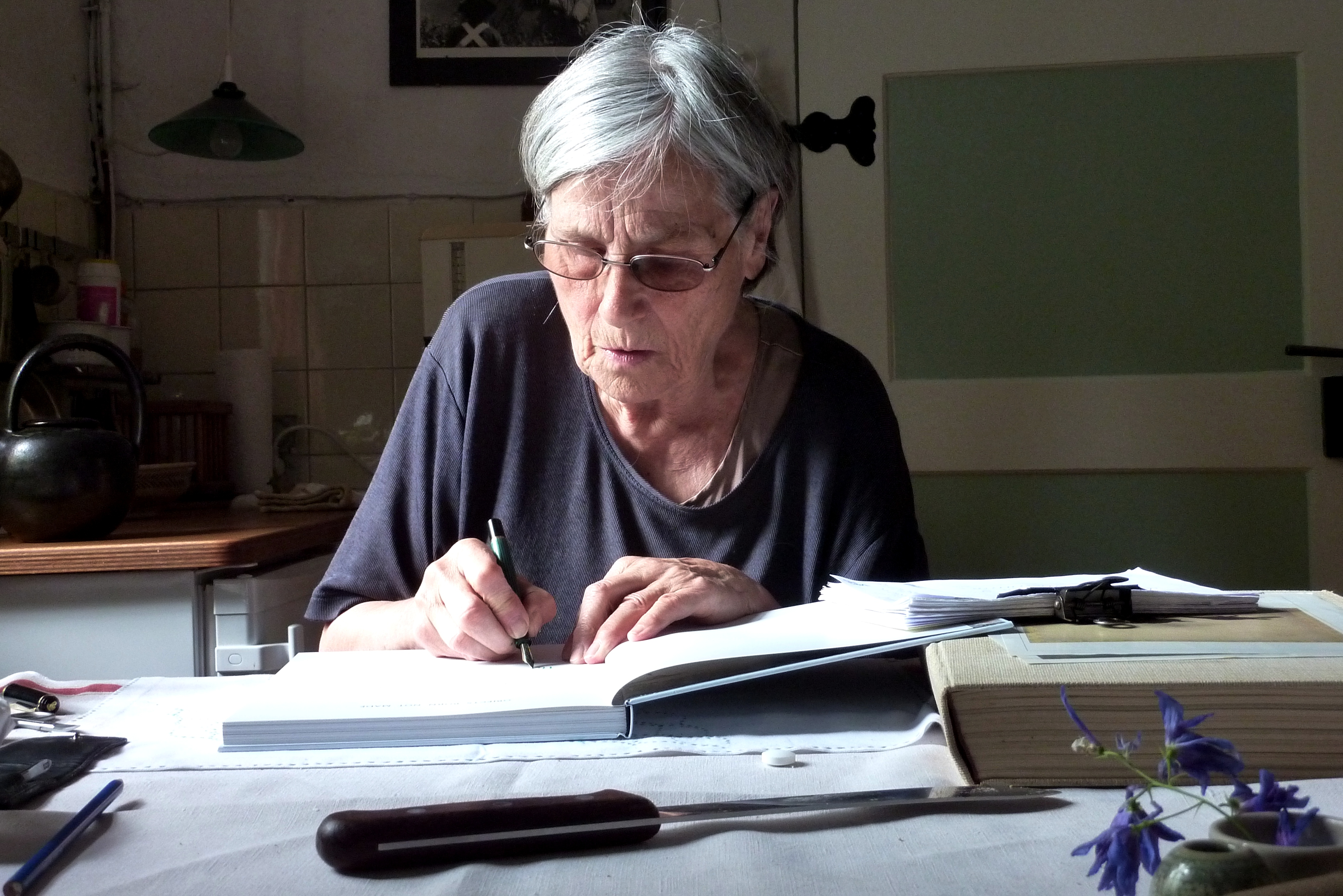
Dorothea Chabert bei einer handschriftlichen Eintragung

Dorothea Chabert (* 1931 in Berlin als Dorothea Tabert; † 2021 in Berlin.) war eine Keramikkünstlerin, die bis 2015 in Wolfsburg (Niedersachsen) lebte und arbeitete.
1972 kam sie in die Stadt und lebte bis 1990 im Westflügel von Schloss Wolfsburg, wo sie ihre insgesamt vierte Keramikwerkstatt gründete. Von 1991 bis 2015 befand sich ihre Werkstatt in der Remise am Schloss Wolfsburg.
Sie war ab 1972 Mitglied der Künstlergruppe Schloßstraße 8, der Anfang der 1960er Jahre Räumlichkeiten auf Schloss Wolfsburg überlassen wurden. Diese Künstlergruppe gibt es heute nicht mehr.

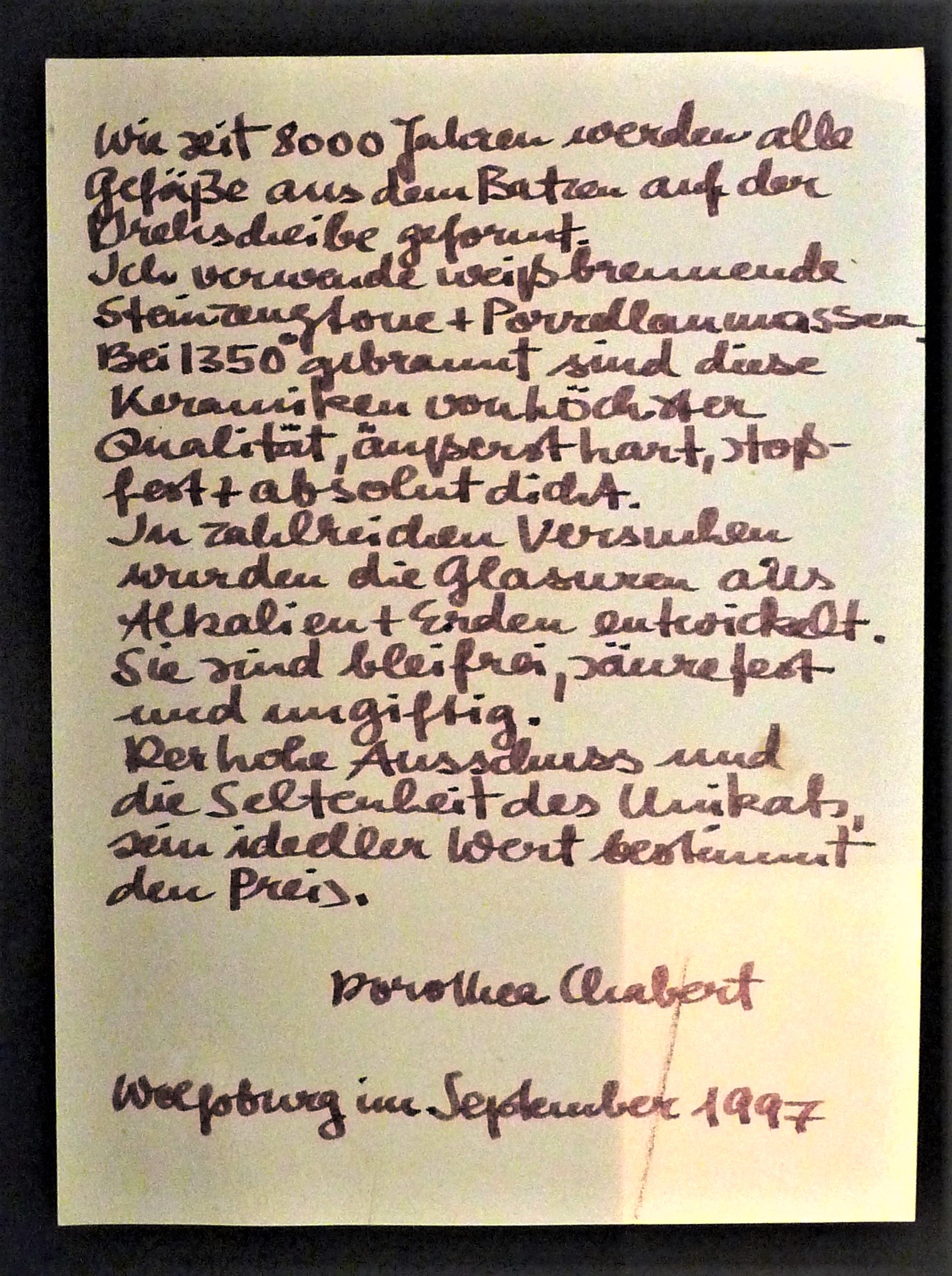
Handschriftliche Notiz von ihr

Dorothea Chabert studierte von 1948 bis 1956 an der Meisterschule für das Kunsthandwerk in Berlin-Charlottenburg bei Jan Bontjes van Beek und beendete ihre Ausbildung mit Staatsexamen und Meistertitel. 1956 gründete sie ihre erste Werkstatt in Berlin. Ab 1959 hatte sie gemeinsame Werkstätten mit ihrem damaligen Mann, dem Keramiker Volker Ellwanger, zunächst in Ansbach, dann bis 1966 in Lenzkirch im Hochschwarzwald. Von dort zog Chabert in den Grasleber Ortsteil Heidwinkel in Niedersachsen und schließlich 1972 nach Wolfsburg.
Sie beherrschte den ganzen Weg der Keramikherstellung vom Abbau geeigneter Tone über die Gewinnung von Glasurrohstoffen, Formgebung auf der Töpferscheibe und das Glasieren bis zum fertigstellenden Brand. 1974 bis 1982 hatte sie einen Lehrauftrag für Keramik an der Hochschule für Bildende Künste in Braunschweig inne. Auf Schloss Wolfsburg schuf sie durch Glasurexperimente ein zeitloses keramisches Werk, wovon über 80 Ausstellungen im In- und Ausland zeugten. Einen intensiven Austausch pflegte sie mit Keramikern aus Japan. Schalen, Becher, Tassen, Vasen und andere Alltagsgegenstände sollen Dorothea Chabert zufolge vor allem funktional sein und nicht ausschließlich unter ästhetischen Gesichtspunkten hergestellt und wahrgenommen werden. Zahlreiche Ausstellungen außerhalb Wolfsburgs sowie ihre jährlichen Werkstattausstellungen boten Überblicke ihres jeweiligen Schaffens. 2007/2008 lief eine Wanderausstellung mit ihren Arbeiten unter dem Titel Objects born not made, die in Braunschweig, Fürstenberg und Wolfsburg gezeigt wurde.
Sie hat einen Sohn, der ebenfalls Keramikkünstler ist.